# أحمد الجعبري
أحمد الجعبري (4 ديسمبر 1960 - 14 نوفمبر 2012) نائب القائد العام لكتائب القسام الجناح العسكري لحركة المقاومة الإسلامية (حماس)، والقائد الفعلي للكتائب على الأرض حتى اغتياله، كان يُطلق عليه رئيس أركان حركة حماس، عين الجعبري قائدًا لكتائب القسام في غزة وكان من أهم المطلوبين لإسرائيل وتتهمه إسرائيل بالمسؤولية عن عدد كبير من العمليات ضدها، نجا من عدة محاولات اغتيال وقد قصف منزله في الحرب الأخيرة على غزة، ترك الجعبري بصمات واضحة في التغيير للجناح العسكري لحركة حماس، حسب وصف تقرير إسرائيلي له، وقد ظل متمسكاً بملف الجندي شاليط منذ أسره في 25 يونيو حزيران 2006. إغتالت أسرائيل أحمد يوم 14 نوفمبر 2012 بصاروخ أستهدف سيارته، تتميز شخصية الجعبري بقدرات أهلته لقيادة الكتائب، وأشارت التقارير أن الجعبري نقل الكتائب نقلات نوعية ووضع لها نظامًا عسكرياً متيناُ إضافة لإشرافه على العديد من العمليات ضد الكيان الصهيوني.

## النشأة والتعليم
ولد الجعبري في حي الشجاعية شرق مدينة غزة، في أسرة ملتزمة وبسيطة، تعود جذور عائلته إلى مدينة الخليل جنوب الضفة الغربية، أنهى دراسته الابتدائية والإعدادية والثانوية في مدارس قطاع غزة، ليعمل بعدها في الزراعة ليعيل أهل بيته كون والده مقيماً في ذلك الوقت في الأردن متحملاً مسؤولية البيت في غياب والده لمدة تسع سنوات متواصلة تحمل فيها الجعبري مسؤولية بيته في الرعاية والاهتمام، ولم يثنِ ذلك الجعبري على مواصلة مسيرته التعليمية حتى حصل على شهادة البكالوريوس في تخصص التاريخ من الجامعة الإسلامية بغزة.

## تأثيره
شغل الجعبري منصب نائب القائد العام لكتائب القسام محمد الضيف وتطلق عليه أجهزة الاحتلال المخابراتية اسم رئيس أركان حركة حماس في دلالة إلى مكانته التي يحظى بها في الحركة، وكان على رأس قائمة المطلوبين لـ(إسرائيل)، التي تتهمه بأنه المسؤول والمخطط لعدد كبير من العمليات ضدها.

## حياته وسجنه
استهل الجعبري حياته النضالية في صفوف حركة فتح، وقد اعتقل مع بداية عقد الثمانينيات على يد قوات الاحتلال وأمضى 13 عاماً بتهمة انخراطه في مجموعات عسكرية تابعة لحركة فتح خططت لعملية فدائية ضد الاحتلال عام 1982 وخلال وجوده في السجن أنهى الجعبري علاقته بحركة فتح، وانتمى لحماس وعمل بمكتب القيادة السياسية لها، وتأثر بعدد من قادتها ومؤسسيها الأوائل كان أبرزهم عبد العزيز الرنتيسي وإسماعيل أبو شنب ونزار ريان وإبراهيم المقادمة ومؤسس أول ذراع عسكري للحركة الشيخ صلاح شحادة.

## نشاطه وعملياته

من اليمين أحمد الجعبري، ورائد العطار، ومحمد أبو شمالة.

تركز نشاط الجعبري عقب الإفراج عنه من سجون الاحتلال عام 1995 على إدارة مؤسسة تابعة لحركة حماس تهتم بشؤون الأسرى والمحررين، ثم عمل في العام 1997 في حزب الخلاص الإسلامي الذي أسسته الحركة في تلك الفترة لمواجهة الملاحقة الأمنية المحمومة لها من جانب السلطة آنذاك، في تلك الفترة توثقت علاقة الجعبري بالقائد العام لكتائب القسام محمد الضيف، والقائدين عدنان الغول وسعد العرابيد وساهم معهما إلى جانب صلاح شحادة في بناء كتائب القسام ما دفع جهاز الأمن الوقائي التابع للسلطة في العام 1998 إلى اعتقاله لمدة عامين بتهمة علاقته بكتائب القسام، وتم الإفراج عنه مع بداية الانتفاضة إثر قصف الاحتلال لمقرات الأجهزة الأمنية في القطاع.
ظل الجعبري ثالث ثلاثة في المجلس العسكري لكتائب القسام إلى حين اغتالت إسرائيل الشيخ شحادة عام 2002 وفشلت في محاولة اغتيال الضيف عام 2003 والتي أصيب خلالها بجروح بالغة وإعاقات غير محددة ليتحول معها الجعبري إلى القائد الفعلي لكتائب القسام إلى جانب الضيف القائد العام للكتائب في فلسطين.
كما يعتبر أحمد الجعبري مهندس صفقة وفاء الأحرار التي حُرر بموجبها 1027 أسيراً جُلهم من ذوي الأحكام العالية، لتلتفت صحافة الاحتلال إلى يد الجعبري التي قبضت على يد الجندي جلعاد شاليط قبيل تسليمه للوسيط المصري، وصنف جيش الاحتلال الجعبري ضمن أبرز المطلوبين لديه، ونسب إليه الاحتلال لقب رئيس أركان حركة حماس ورغم ذلك تحدى أجهزة الأمن الصهيونية وواصل نشاطه الذي أظهر فيه فشل العدو وهشاشة أجهزته.

## أقواله
من أبرز تصريحاته قوله:
| أحمد الجعبري | ما دام الصهاينة يحتلون أرضنا فليس لهم سوى الموت أو الرحيل عن الأراضي الفلسطينية المحتلة. | أحمد الجعبري |

وصرح في رسالة نشرتها مجلة درب العزة التي تصدر عن المكتب الإعلامي لكتائب القسام في ذكرى الحرب الإسرائيلية الثانية على غزة:
| أحمد الجعبري | كتائب القسام لم ولن تسقط من حساباتها أي خيار ممكن من أجل تفعيل المقاومة وتحرير الأسرى وقهر العدو الغاصب المجرم، عيوننا ستبقى دوما صوب القدس والأقصى ولن تنحصر داخل حدود غزة، وإن مشروعنا المقاوم سيمتد كما كان دوماً إلى كل أرضنا المغتصبة إن عاجلاً أو آجلاً. | أحمد الجعبري |

## محاولة اغتياله ووفاته
تعرض الجعبري لمحاولات اغتيال إسرائيلية عدة كان أبرزها تلك التي نجا منها بعد إصابته بجروح خفيفة عام 2004 بينما استشهد ابنه البكر محمد وشقيقه وثلاثة من أقاربه باستهداف طائرات الاحتلال الحربية منزله في حي الشجاعية، لكن تم اغتياله لاحقاً بقصف إسرائيلي على سيارته وذلك في يوم الأربعاء 14 نوفمبر 2012.

## الإرث
صاروخ J80 أو جعبري 80 وهو صاروخ قسامي مطور صنع في قطاع غزة في فلسطين، صنعته كتائب عز الدين القسام الجناح العسكري لحركة حماس، وقد استخدم أول مرة في صد العدوان الإسرائيلي على غزة في رمضان 1435 هـ تموز 2014 وهي إحدى عمليات معركة العصف المأكول.